# Jacobel-Gletscher
Der Jacobel-Gletscher ist ein rund 50 Kilometer langer Gletscher an der Saunders-Küste des westantarktischen Marie-Byrd-Lands. Er mündet südlich des Hershey Ridge in das Sulzberger-Schelfeis.
Das Advisory Committee on Antarctic Names benannte ihn 2003 nach dem US-amerikanischen Physiker Robert W. Jacobel (* 1946) vom St. Olaf College, der die Antarktis seit den 1980er Jahren erforscht hatte.